# Saint-Agne
Saint-Agne is een gemeente in het Franse departement Dordogne (regio Nouvelle-Aquitaine) en telt 357 inwoners (1999). De plaats maakt deel uit van het arrondissement Bergerac.

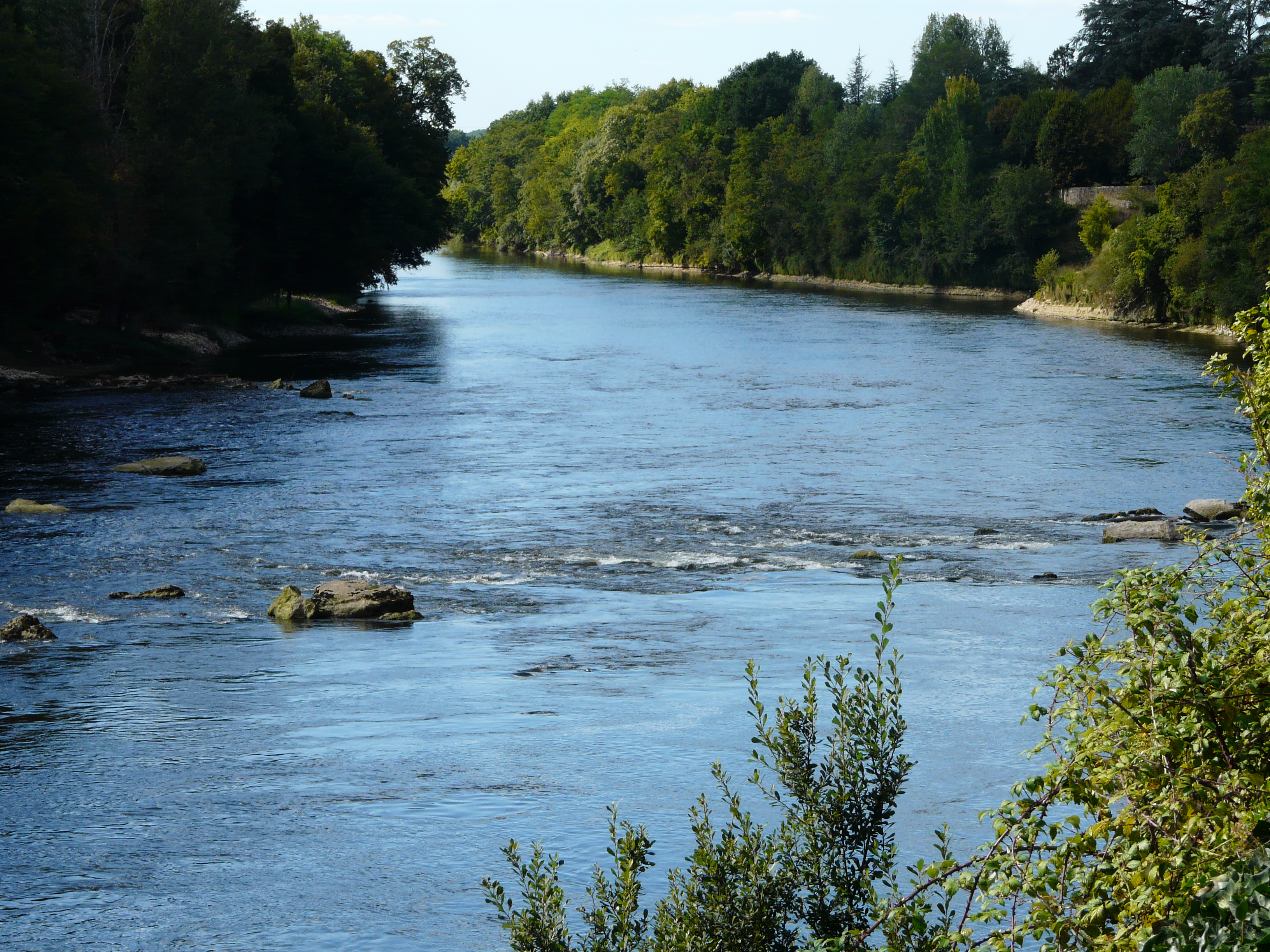
Dordogne bij barrage Tuilières
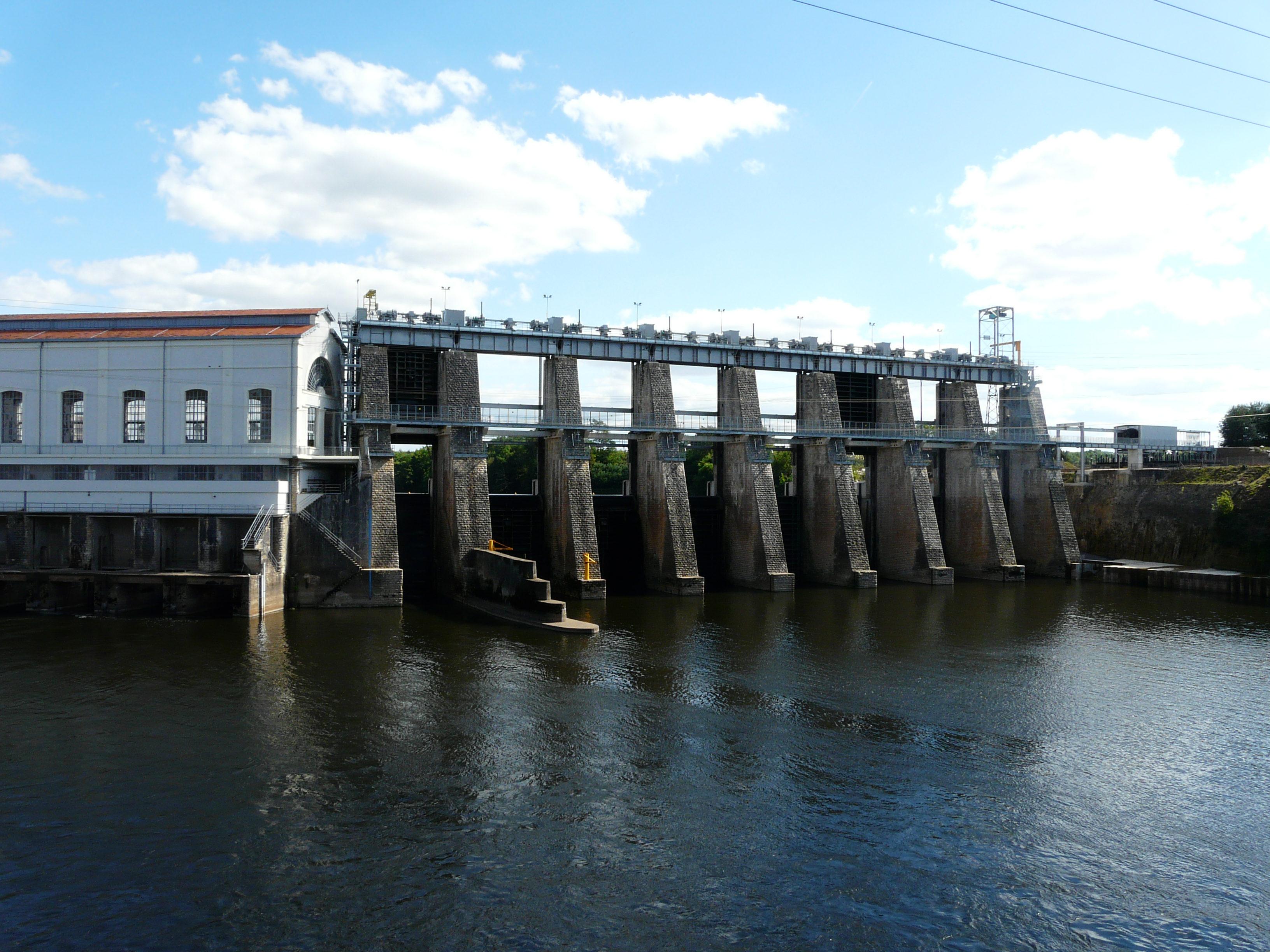
Barrage Tuilières

## Geografie
De oppervlakte van Saint-Agne bedraagt 5,9 km², de bevolkingsdichtheid is 60,5 inwoners per km².
De onderstaande kaart toont de ligging van Saint-Agne met de belangrijkste infrastructuur en aangrenzende gemeenten.

## Demografie
Onderstaande figuur toont het verloop van het inwonertal (bron: INSEE-tellingen).

1. ↑  Populations de référence 2022.